# Hochhausrichtlinie
Die Richtlinien über die bauaufsichtliche Behandlung von Hochhäusern
(Hochhaus-Richtlinien – HHR) definieren in Deutschland den bauaufsichtlichen Begriff Hochhaus und regeln die Auflagen, die beim Bau und Unterhalt eines Hochhauses zu beachten sind.
In der Schweiz wird der Begriff Hochhaus in den kantonalen Planungs- und Baugesetzen definiert, Aspekte des Brandschutzes deckt die VKF-Brandschutzrichtlinie ab.

## Definition
„Hochhäuser sind Gebäude, bei denen der Fußboden mindestens eines Aufenthaltsraumes mehr als 22 Meter über der festgelegten Geländeoberfläche liegt.“

Die Begründung dieser Definition fußt auf der grundsätzlichen Forderung nach zwei voneinander unabhängigen Rettungswegen für jeden Aufenthaltsraum und dem Grundsatz, dass der zweite Rettungsweg über die Rettungsgeräte der Feuerwehr führen darf. Das größte in Deutschland genormte Rettungsgerät ist eine Drehleiter (DLK 23/12) mit einer Nennrettungshöhe von 23 Meter (zur Höhenlage des Fußbodens muss noch die Brüstungshöhe addiert werden um auf die erforderliche Rettungshöhe zu kommen).
Die Rettungsgeräte der Feuerwehren scheiden deshalb für den zweiten Rettungsweg aus, weshalb besondere Maßnahmen nötig werden (zweiter baulicher Rettungsweg, Sicherheitstreppenraum u. ä.).
Mit steigender Höhe eines Gebäudes ergeben sich weitere Probleme und Risiken, die bei niedrigen Häusern nicht auftreten. Beispiele sind:
- Die Angriffswege für die Feuerwehr werden immer länger bis ein Punkt erreicht ist, ab dem der Löscherfolg fraglich wird (einer Einsatzkraft, die mit einer Ausrüstung von 20 bis 30 Kilogramm erst 50 Höhenmeter überwinden muss, fehlen die Kraftreserven für den Löschangriff). Deshalb wird in der Regel ab 30 Meter Höhe ein Feuerwehraufzug gefordert.
- Der Löschwassertransport wird schwieriger und irgendwann mit den Mitteln der Feuerwehr sogar unmöglich (Schlauchmaterial und Pumpenausgangsdruck sind begrenzt). Für Hochhäuser werden deshalb trockene und/oder nasse Steigleitungen gefordert, teilweise mit Druckerhöhungspumpen.
- Die Brandbekämpfung in Hochhäusern stellt die Feuerwehr vor besondere Schwierigkeiten, der Ausbreitung von Bränden soll deshalb besonders vorgebeugt werden. Die Hochhausrichtlinien enthalten über die normalen Regelungen hinausgehende Vorschriften zu dem Thema (z. B. Verlegung von Leitungen (Rohrl., Elektrol., Telekommunikationsl.), Anforderungen an die Baustoffe etc.)
- In großen Gebäuden wird es zunehmend unwahrscheinlicher, dass alle Bewohner einen Brand und den damit verbundenen Feuerwehreinsatz wahrnehmen. Aus diesem Grund können Warneinrichtungen (z. B. eine Elektrische Lautsprecheranlage) gefordert werden.
- Die höhere Zahl von Nutzern (bezogen auf die Grundfläche) erhöht die Gefährdung. Ab bestimmten Gebäudehöhen werden deshalb Feuerlöschanlagen, Brandmeldeanlagen oder Handfeuerlöscher gefordert.

Im Gegensatz zu den Bauordnungen enthalten die Hochhausrichtlinien auch Betriebsvorschriften.
Die Hochhausrichtlinien können in den einzelnen Bundesländern im Detail verschieden ausgestaltet sein. Einige Bundesländer haben die Muster-Hochhaus-Richtlinie (MHHR) direkt bauaufsichtlich eingeführt. In anderen Ländern fehlt eine entsprechende Rechtsvorschrift, hier wird die Gültigkeit der Musterrichtlinie in der Baugenehmigung festgelegt oder jede einzelne Anforderung als Nebenbestimmung aufgeführt. Hessen hat zum 1. Januar 2014 eine eigene Hochhausrichtlinie eingeführt, die sich von der MHHR in einigen Details unterscheidet. In Nordrhein-Westfalen ist die MHHR ebenfalls nicht unverändert geblieben, sondern ist in bearbeiteter Form mit einigen Erleichterungen in die SBauVO eingeflossen.